# Gulnæbbet and
Gulnæbbet and (latin: Anas undulata) er en subsaharisk andefugl.